# Gloeospermum pauciflorum
Gloeospermum pauciflorum är en violväxtart som beskrevs av W.H.A. Hekking. Gloeospermum pauciflorum ingår i släktet Gloeospermum och familjen violväxter. Inga underarter finns listade i Catalogue of Life.